# Phyllanthus geoffrayi
Phyllanthus geoffrayi är en emblikaväxtart som beskrevs av Lucien Beille. Phyllanthus geoffrayi ingår i släktet Phyllanthus och familjen emblikaväxter. Inga underarter finns listade i Catalogue of Life.